# マサチューセッツ湾交通局タイプ10電車
マサチューセッツ湾交通局タイプ10電車（マサチューセッツわんこうつうきょくタイプ10でんしゃ）は、アメリカ合衆国の都市・ボストンで公共交通機関を運営するマサチューセッツ湾交通局（MBTA）が導入する電車。路面電車（ライトレール）のグリーンライン向け車両で「スーパーカー（Supercar）」の愛称を持ち、2026年から導入が開始される。

## 概要
2022年、マサチューセッツ湾交通局は、路面電車（ライトレール）路線のグリーンラインの近代化計画（Green Line Transformation Project）の一環として、スペインの鉄道車両メーカーであるCAFがアメリカに有する子会社「CAF USA Inc.」との間に、102両の新型電車に加えて予備部品、習熟訓練用の機器、安全保障などを含む製造に関する契約を結んだ。これに応じる形でCAFが製造するのが「スーパーカー」の愛称を持つタイプ10電車である。
全長114フィート (35 m)、両運転台式の7車体連接車で、運転台周りは密閉された「運転室」構造になっており、運転士の安全性の向上が図られる。車内は段差がない100 %低床構造となっている他、車椅子やベビーカーでの乗降が容易となるようすべての乗降扉の下部には折り畳み式スロープが設置される。車内には車椅子が設置可能なフリースペースが4箇所設置されている他、通路も従来の車両から広く取られ、移動が容易となっている。また、車体への最新の衝突安全技術の導入など安全面についても考慮した設計になっている。この車体の塗装に関しては利用客を対象にした投票が実施され、2023年にダークグレー（灰色）と緑色を基調としたデザインに決定している。

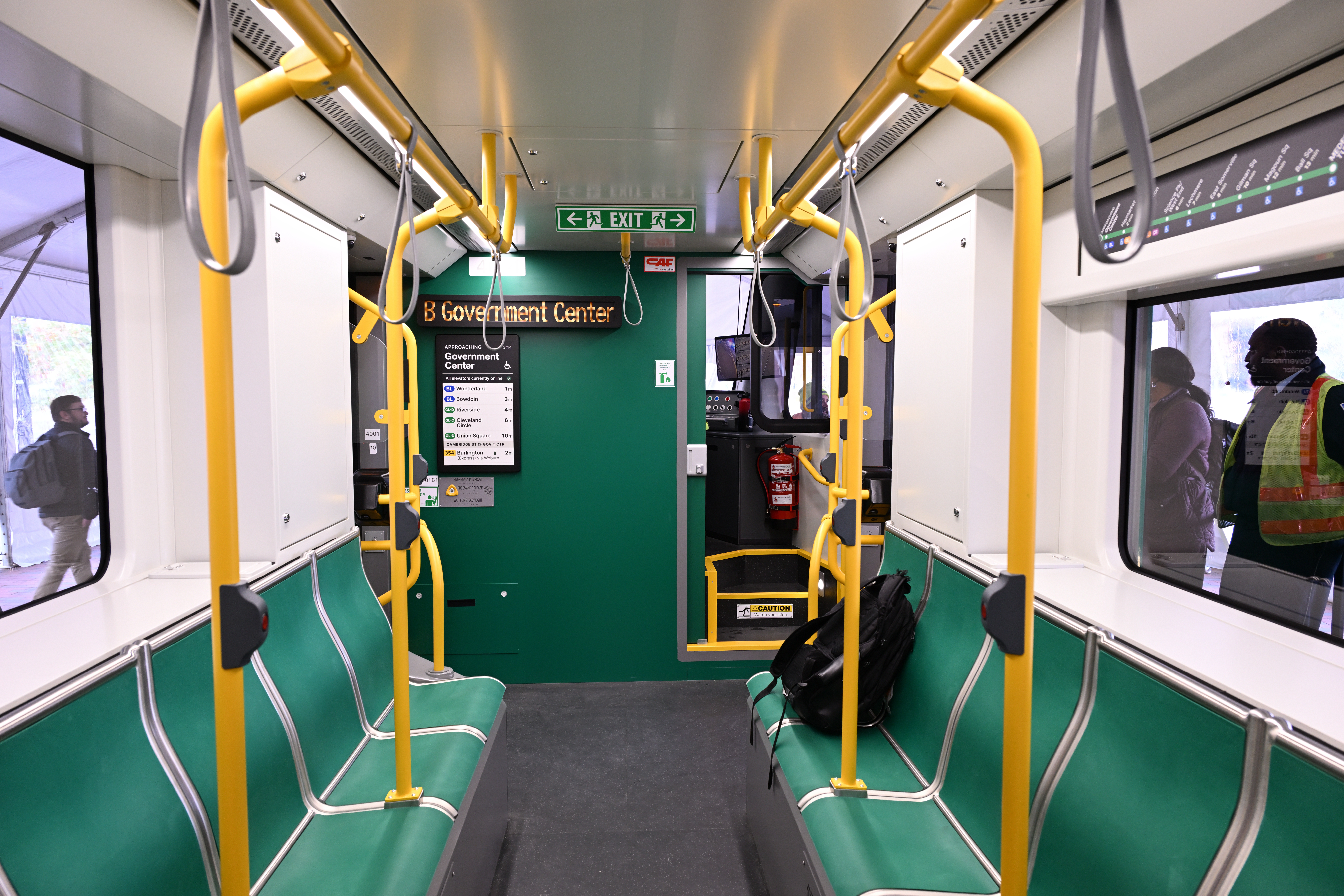
車内（モックアップ）
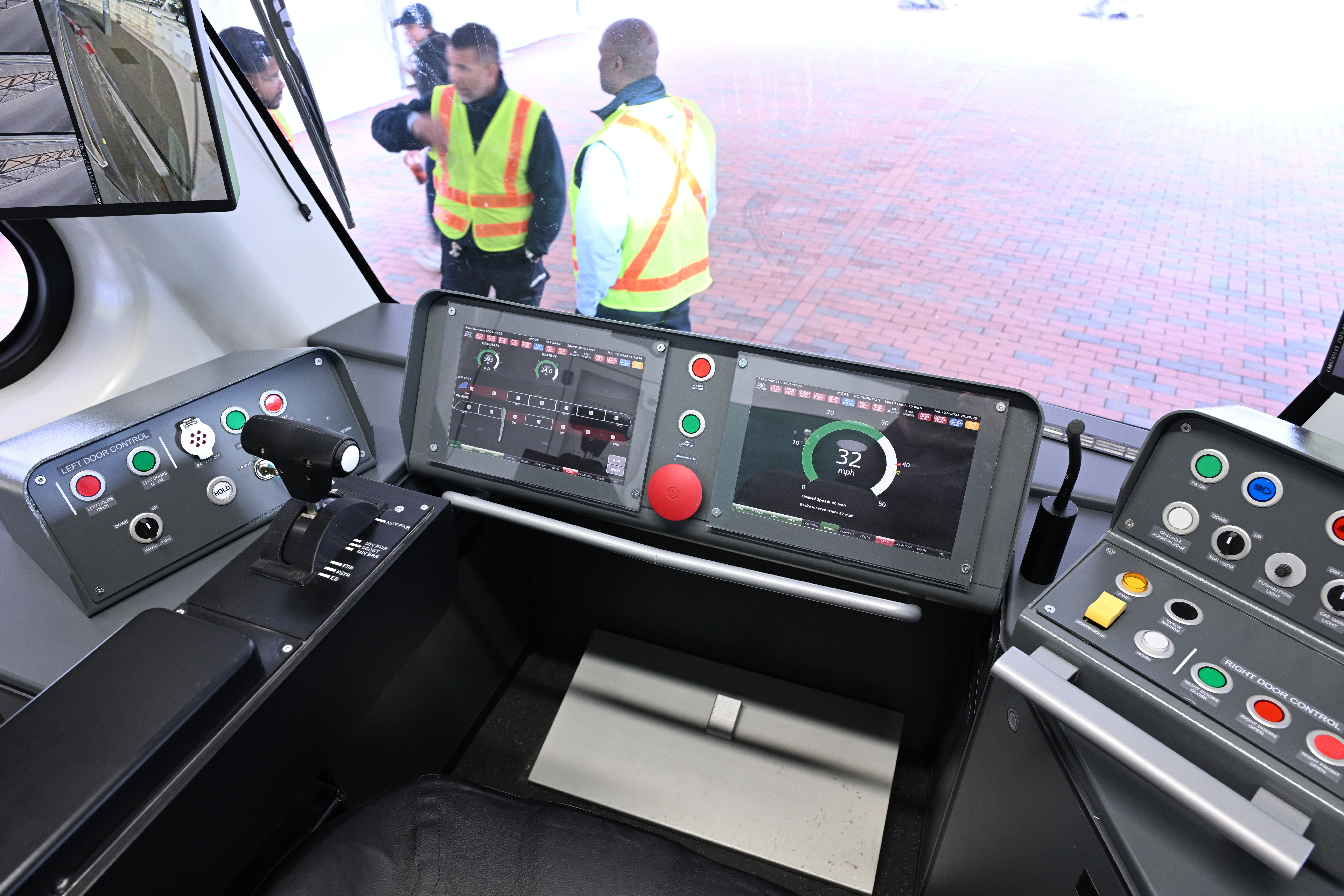
運転台（モックアップ）
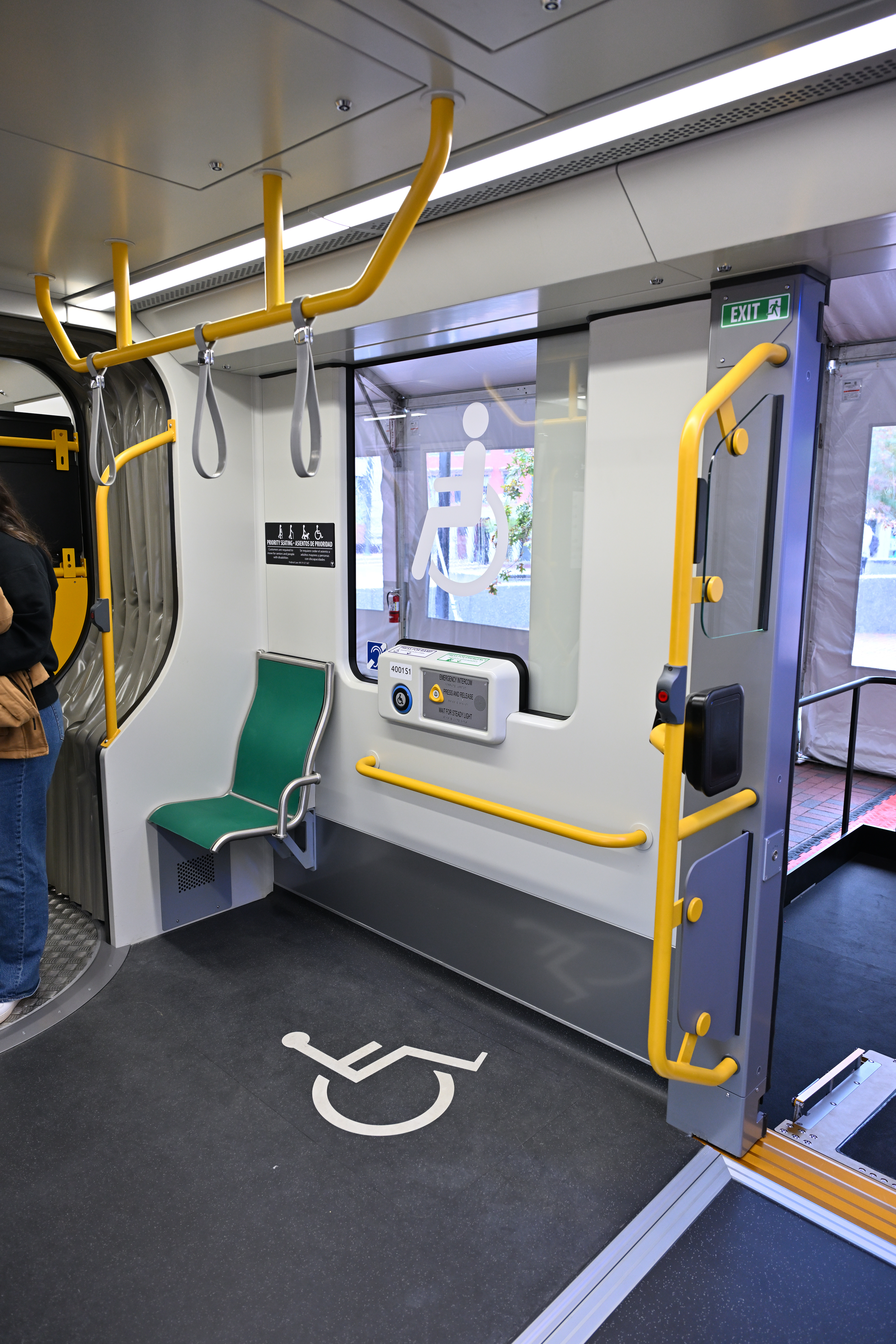
フリースペース（モックアップ）
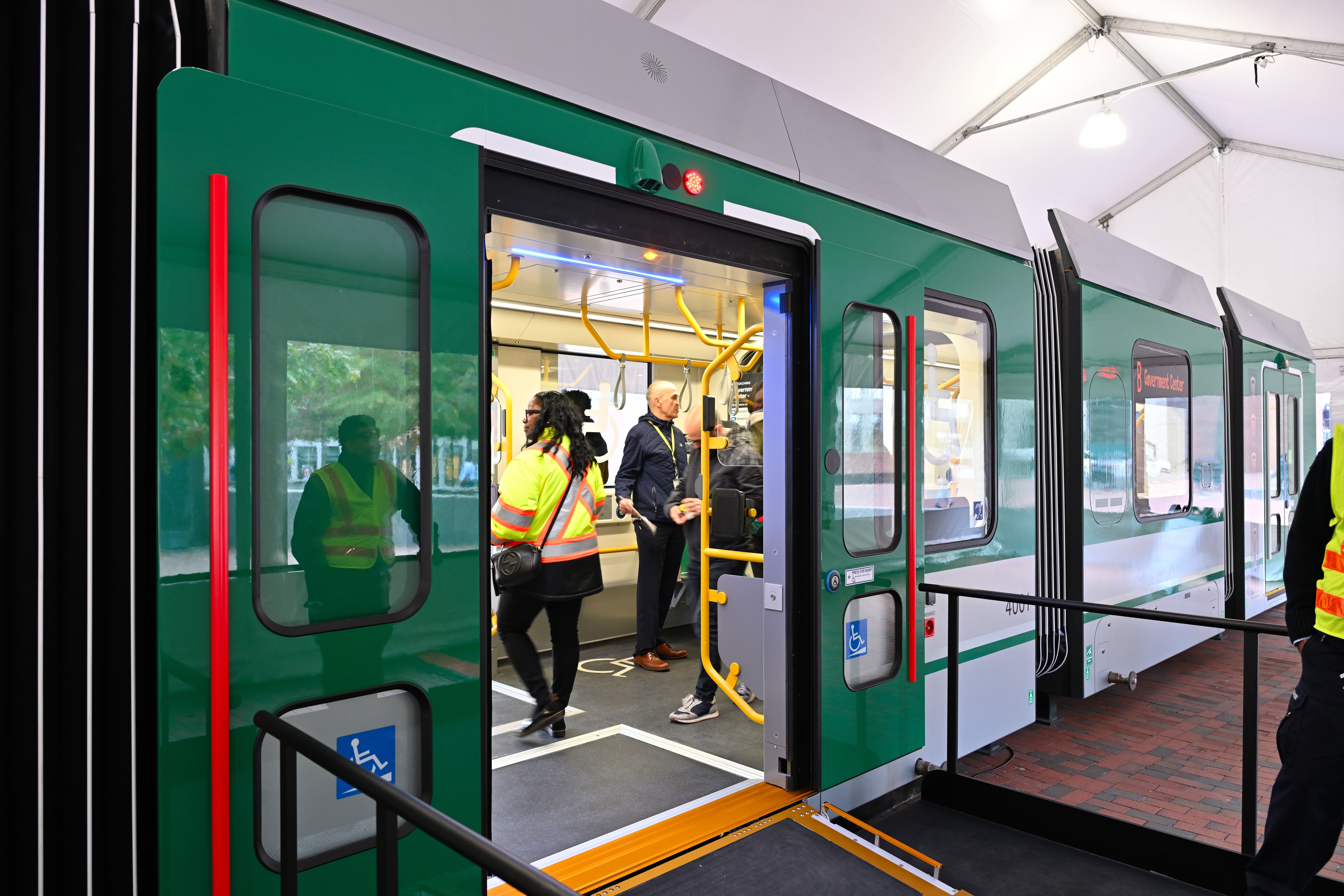
乗降扉（モックアップ）

4両の試作車は2026年春季までに製造・納入される事になっており、試験の実績を受けた量産車は翌2027年から2031年の間に合計98両が導入される。これにより、長年グリーンラインで使用されていたタイプ7およびタイプ8の両形式が置き換えられる事になっている他、タイプ9についても他の路線へ転属する。また、将来的に施設の改良を経て2両のタイプ10による連結運転も実施される予定であり、列車ごとの収容人数の増加が図られる。

## 参考資料
- Angel Peña; Bill Wolfgang (31 August 2022). RFP No 367F-19 Type 10 Supercar Update and Procurement Award (PDF) (Report). MBTA Capital Transformation. 2024年11月16日閲覧。